# Psyche (groupe)
Pour les articles homonymes, voir Psyche.
Psyche est un groupe canadien de synthpop, originaire d'Edmonton, en Alberta. Le groupe est centré sur le chanteur Darrin Huss, qui est le seul membre constant, avec des formations diverses comprenant son frère Stephen Huss, suivi plus tard par David Kristian, Per-Anders Kurenbach, et Remi Szyszka, qui ont tous enregistré des albums avec Darrin sous le nom de Psyche.

## Histoire
Psyche est formé par les frères Darrin et Stephen Huss, à Edmonton, en Alberta, nommé d'après la face B du single Wardance de Killing Joke ainsi que d'après la signification du mot. Le groupe fait ses débuts le 13 décembre 1982, avec Dwayne Goettel aux claviers. Après le succès modéré de Insomnia Theatre en Europe, Psyche signe avec le label discographique New Rose Records à Paris. Ils sortent deux singles suivis d'un album studio, Unveiling the Secret, en 1986. Pour promouvoir le disque, Psyche se produit en première partie de Suicide, à l'Élysée-Montmartre à Paris, puis en tête d'affiche de leur propre tournée européenne.
En 1994, l'album Intimacy, produit en collaboration avec Joseph Watt (de Razormaid), sort, accompagné d'un EP de chansons dansantes, Private Desires, qui comprenait une reprise du classique Sex Dwarf de Soft Cell. Le groupe entame une petite tournée en Allemagne.
The 11th Hour, 11e album de Psyche, est marqué par le retour de son ancien collaborateur Per-Anders Kurenbach, mais également par un morceau d'adieu avec Remi Szyszka et une apparition de Christian Wirsig. The 11th Hour est publié par Accession Records en Europe, Metropolis Records en Amérique du Nord et Irond Records en Russie, ce qui en fait la sortie la plus large de l'histoire du groupe. L'album domine les charts alternatifs allemands (DAC), se classant premier pendant 7 semaines dans le DAC Top 10 Albums de mars 2005 et no 11 dans le classement général de cette année-là.
En 2014, une collaboration avec Rational Youth donne lieu à une interprétation électronique du tube d'AC/DC Thunderstruck sort en trois singles vinyles 7" de couleurs différentes sur Artoffact Records. Les groupes font une tournée ensemble la même année à travers la Scandinavie et l'Allemagne.
En juillet 2016, les trois premiers albums Insomnia Theatre (1985), Unveiling the Secret (1986/1987) et Mystery Hotel (1988) ont été remasterisés numériquement et réédités sous forme de doubles albums comprenant des titres bonus d'archives, ainsi que des singles associés et des mixes.
Psyche sort sa nouvelle chanson originale Youth of Tomorrow en version vidéo et numérique à Halloween 2017. Un single 12" suit début 2018, ce qui en fait leur première sortie officielle de nouveau matériel en 13 ans. Après quelques dates européennes cette année-là, Psyche retourne au Canada pour sa première tournée officielle dans son pays d'origine depuis le début des années 1980.
En 2018 et 2019, VUZ Records sort deux compilations nommées Under the Radar contenant des morceaux rares et inédits de Psyche sous forme de CD en édition limitée,. Avant de se lancer dans une tournée avec Rational Youth en 2019, le groupe sort deux remixes de leur single sorti en 1987, Uncivilized, pour lequel Jens Plöger fournit le Dark Italo Mix sous son nom de studio Run.

## Discographie
- 1985 : Insomnia Theatre (double 12" - New Rose Records)
- 1985 : Contorting the Image (12" – New Rose Records)
- 1985 : Insomnia Theatre (LP – World Records, Malignant Productions)
- 1985 : Thundershowers (12" - Mass Production)
- 1986 : Unveiling the Secret (12" - New Rose Records)
- 1986 : Unveiling the Secret (CD - New Rose Records)
- 1987 : Prisoner to Desire/Black Panther (12" - New Rose Records)
- 1987 : Insomnia Theatre (CD – New Rose Records)
- 1987 : Unveiling the Secret (CD - New Rose Records)
- 1987 : Uncivilized (12" et CD - New Rose Records)
- 1988 : Eternal/Insatiable (12" et CD - New Rose Records)
- 1988 : Live (12" - New Rose Records)
- 1988 : Uncivilized (7" - New Rose Records)
- 1988 : Mystery Hotel" (LP et CD - New Rose Records)
- 1989 : Eternal/Insatiable (7" - Amok Records)
- 1989 : Suspicion (7" - New Life)
- 1989 : The Influence (LP et CD - Animalized)
- 1990 : Tales from the Darkside (CD - Animalized)
- 1991 : Angel Lies Sleping (7", 12" et CD - SPV Records)
- 1991 : Daydream Avenue (LP et CD - SPV Records)
- 1991 : If You Believe (LP et CD - SPV Records)
- 1993 : 69 Minutes of History (CD - SPV Records)
- 1993 : Insomnia Theatre/Unveiling the Secret (CD – SPV Records)
- 1993 : The Saint Became a Lush (12" - Bol Records)
- 1994 : Intimacy (CD - SPV Records)
- 1994 : Private Desires (EP et CD - Synthetic Symphony)
- 1996 : Strange Romance (CD - Synthetic Symphony)
- 1996 : You Ran Away/Good-Bye Horses (CD – Synthetic Symphony)
- 1998 : Love Among the Ruined (CD – Strange Ways Records)
- 1999 : Insomnia Theatre (CD remastétisé - Synthetic Symphony)
- 1999 : Unveiling the Secret (CD remastétisé - Synthetic Symphnony)
- 2000 : Misguided Angels (CD – Art-of-Fact Records)
- 2000 : Live 2K (CD limité à 1 000 exemplaires – Psyche Enterprises)
- 2001 : Sanctuary (CD – Accession Records)
- 2001 : Sanctuary (EP e CD – Art-of-Fact Records)
- 2001 : The Hiding Place (CD – Accession Records)
- 2001 : The Hiding Place (CD – Art-of-Fact Records)
- 2002 : Endangered Species (CD – Accession Records)
- 2002 : Endangered Species (double CD – Art-of-Fact Records)
- 2003 : Babylon Deluxe (CD – Accession Records)
- 2003 : Babylon Deluxe (double CD édition limitée – Artoffact Records)
- 2003 : Live at Belvedere Hall 1983 (CD édition limitée à 1 000 exemplaires – Psyche Enterprises)
- 2003 : The Quickening – (CD – Accession Records)
- 2004 : Legacy (compilation – Metropolis Records)
- 2004 : X-Rated (12" – We Rock Like Crazy)
- 2004 : X-rated (CD limité à 500 exemplaires – Accession/Psyche Enterprises)
- 2005 : The 11th Hour (CD – Accession Records)
- 2005 : The 11th Hour (CD – Metropolis, Irond)
- 2006 : Imaginary Life (DVD - Endless Records)
- 2006 : Unveiling the Secret, Remixes (12" – Electronic Corporation)
- 2006 : Unveiling the Secret 2.0 (CD Remix – Endless Records)
- 2007 : Club Salvation (CD - Rivetting Promotions)
- 2007 : Vintage (album numérique – Psyche Enterprises)
- 2008 : Disorder" (éditions limitées à 500 copies – Psyche Enterprises)
- 2009 : Noche Oscura (Live In Mexico) (CD – Psyche Enterprises)
- 2009 : Until The Shadows (compilation – Metropolis Records)
- 2010 : Re-Membering Dwayne (CD – Art-of-Fact Records)
- 2011 : Unknown Treasures (Interpretations) (album numérique – Psyche Enterprises)
- 2011 : Insomnia Theatre Box (double LP - VOD Records)
- 2012 : All Things Pass into The Night (EP vinyle – Optimo Music)